# Фентанил
Фентанилът е мощен опиат, използван като болкоуспокояващо. Заедно с други лекарства се използва за анестезия. Използва се и като развлекателен наркотик, понякога смесен с хероин, кокаин или метамфетамин, и неговите потенциално смъртоносни ефекти при предозиране могат да бъдат неутрализирани от налоксон. Фентанилът обикновено се използва за създаване на фалшиви лекарства, продавани като Оксикодон, Алпразолам, Adderall и други хапчета. Има бързо действие и ефектите му обикновено продължават под два часа. В медицината се използва чрез инжектиране, назален спрей или кожен пластир, или се абсорбира през бузата като таблетка за смучене или хапче.
Честите нежелани реакции от фентанил включват гадене, повръщане, запек, седация, объркване и наранявания, свързани с лоша координация. Сериозните нежелани реакции могат да включват респираторна депресия, халюцинации, серотонинов синдром, ниско кръвно налягане или развитие на разстройство при употреба на опиоиди. Фентанилът действа основно чрез задействане на μ-опиоидни рецептори. Той е около 100 пъти по-силен от морфина и около 50 пъти по-силен от хероина. Някои аналози на фентанил като карфентанил са до 10 000 пъти по-силни от морфина.
Фентанилът е произведен за първи път от Паул Янсен през 1960 г. и одобрен за медицинска употреба в Съединените щати през 1968 г. През 2015 г. 1,600 kg (3,53 lb) са използвани в здравеопазването в световен мащаб. От 2017 , фентанилът е най-широко използваният синтетичен опиоид в медицината; това e 250-ото най-често предписвано лекарство в Съединените щати, с повече от 1,7 милиона рецепти.I
През последните години фентанилът удари пазара на незаконни наркотици в Северна Америка, като се възползва от съществуващото търсене на опиати като хероин и лекарства, отпускани с рецепта. През 2016 г. фентанилът и аналозите му са най-честата причина за смъртни случаи от предозиране в Съединените щати при повече от 20 000, около половината от всички смъртни случаи, свързани с опиоиди. Повечето от тези смъртни случаи при предозиране са породени от незаконно произведен фентанил. Има опасения, че нарастващото търсене може да се окаже изключително привлекателно за организираната престъпност и амбициозните престъпници, особено тези, които действат в райони около Златния триъгълник в Югоизточна Азия и щат Шан в Мианмар, където производството на синтетични наркотици се е разширило драстично през последното десетилетие. В сравнение с хероина, той е по-мощен, има по-високи маржове на печалба и, тъй като е компактен, има по-проста логистика. Може да намали или дори да замени изцяло доставката на хероин и други опиати.

## Медицински употреби

### Анестезия
Интравенозният фентанил често се използва за анестезия и за намаляване на болка. За предизвикване на анестезия се прилага с успокоително хипнотик, като пропофол или тиопентал, и мускулен релаксант. За поддържане на анестезията могат да се използват инхалаторни анестетици и допълнителен фентанил. Те често се дават на интервали от 15 – 30 минути по време на процедури като ендоскопия и операции, и в спешни отделения.
За облекчаване на болката след операция, употребата може да намали количеството инхалационна анестезия, необходима за излизане от анестезия. Балансирането на това лекарство и титрирането на лекарството въз основа на очакваните стимули и реакциите на лицето може да доведе до стабилно кръвно налягане и сърдечна честота по време на процедурата и по-бързо излизане от анестезия с минимална болка.

#### Регионална анестезия
Фентанилът е най-често използваният интратекален опиоид, тъй като неговият липофилен профил позволява бързо начало на действие (5 – 10 минути) и междинна продължителност на действието (60 – 120 минути.). Спиналното приложение на хипербарен бупивакаин с фентанил може да бъде оптималната комбинация. Почти незабавното начало на фентанил намалява висцералния дискомфорт и дори гаденето по време на процедурата.

### Акушерство
Фентанил понякога се прилага интратекално като част от спинална анестезия или епидурално за епидурална анестезия и аналгезия. Поради високата разтворимост на фентанил в липиди, неговите ефекти са по-локализирани от морфина и някои клиницисти предпочитат да използват морфин, за да получат по-широко разпространение на аналгезия. Въпреки това той се използва широко в акушерската анестезия поради краткото време до пик на действие (около 5 минути), бързото прекратяване на ефекта му след еднократна доза и появата на относителна сърдечно-съдова стабилност. В акушерството дозата трябва да бъде строго регулирана, за да се предотврати трансфер на големи количества от майката към плода. При високи дози лекарството може да въздейства върху плода и да причини постнатален респираторен дистрес. Поради тази причина агенти с по-кратко действие, като алфентанил или ремифентанил, могат да бъдат по-подходящи в контекста на предизвикване на обща анестезия.